# Даска (град)
Даска (урд. ڈسکہ) је град у Пакистану у покрајини Панџаб. Према процени из 2006. у граду је живело 130.790 становника.

## Становништво
Према процени, у граду је 2006. живело 130.790 становника.
| 1981.  | 1998.   | 2006.   |
| ------ | ------- | ------- |
| 55.555 | 101.500 | 130.790 |